# Juan de Saint-Malo
Juan de Saint-Malo o Juan el Catrícula (1098-1163), fue un obispo bretón, miembro de los benedictinos y colaborador personal de Bernardo de Claraval, fundador de la Orden. Se le venera como santo en la Iglesia Católica, siendo conmemorada su festividad el 1 de febrero.

## Hagiografía
Juan nació en Bretaña, en 1098, de padres pobres, que aun así, le dieron una muy buena educación, impulsada por el talento innato de Juan. Cuando tuvo la edad, se unió a la abadía de Clairvaux, donde fue educado personalmente por San Bernardo. 
El abad siempre le tuvo en buen concepto por su austeridad y piedad con los más necesitados. Era tal su complacencia con Juan que, cuando el conde Esteban de Pethiévre y su esposa desearon construir un convento en sus territorios, San Bernardo les remitió a Juan para que se hiciera cargo de la edificación. Juan constituyó en una pequeña casa de Bégard, en la diócesis de Tréguier, el primer proyecto monacal encargado por el abad Bernardo. Posteriormente fundó otro en Buzay y ahí llegó a ser abad.
Posiblemente residió en las abadías de Sainte-Croix de Guingamp y Saint-Jacques de Montfort, antes de ser nombrado como obispo en 1144. Éste trasladó su sede episcopal desde Aleth al pueblo de Saint Malo, o Sant-Malo, que él mismo bautizó, por el rápido crecimiento económico de aquel pueblo.
Posteriormente se le encargó la reforma de las sedes de Saint-Méen, de Gaël, y además estableció las abadías de la Sainte Croix de Guingamp y la de Saint-Jacques de Montfort.
Falleció en 1163, aunque también se ha fechado su muerte en torno al 1170.
Se le dio el apodo póstumo de Cratícula o "rejilla", debido a los rieles de metal en torno a su tumba.